# Quyền nuôi con
Quyền nuôi con là một thuật ngữ pháp lý liên quan đến quyền giám hộ được sử dụng để mô tả mối quan hệ pháp lý và thực tế giữa cha mẹ hoặc người giám hộ và đứa trẻ cần sự chăm sóc của người đó. Quyền nuôi con bao gồm quyền nuôi con hợp pháp, đó là quyền đưa ra quyết định về đứa trẻ, và quyền nuôi con, là quyền và nghĩa vụ đối với việc cho đứa trẻ một chỗ ở, và chăm sóc đứa trẻ. Cha mẹ kết hôn thường có quyền nuôi con hợp pháp và thể chất của con cái họ. Các quyết định về quyền nuôi con thường phát sinh trong các thủ tục tố tụng liên quan đến ly hôn, hủy bỏ, ly thân, nhận con nuôi hoặc khi xảy ra cái chết của cha mẹ. Trong hầu hết các khu vực pháp lý quyền nuôi con được xác định theo lợi ích tốt nhất của trẻ.
Sau khi phê chuẩn Công ước Liên hợp quốc về quyền trẻ em ở hầu hết các quốc gia, các điều khoản như trách nhiệm của cha mẹ, " cư trú " và "quyền liên hệ" (còn được gọi là "thăm viếng")  đã thay thế các khái niệm "quyền nuôi con" và "quyền được gặp" ở một số quốc gia thành viên. Thay vì cha mẹ có "quyền nuôi con" hoặc có "quyền tiếp cận" với con, giờ đây một đứa trẻ được cho là có "nơi cư trú" hoặc có "liên hệ" với cha mẹ.